# Unirea Tricolor Boekarest

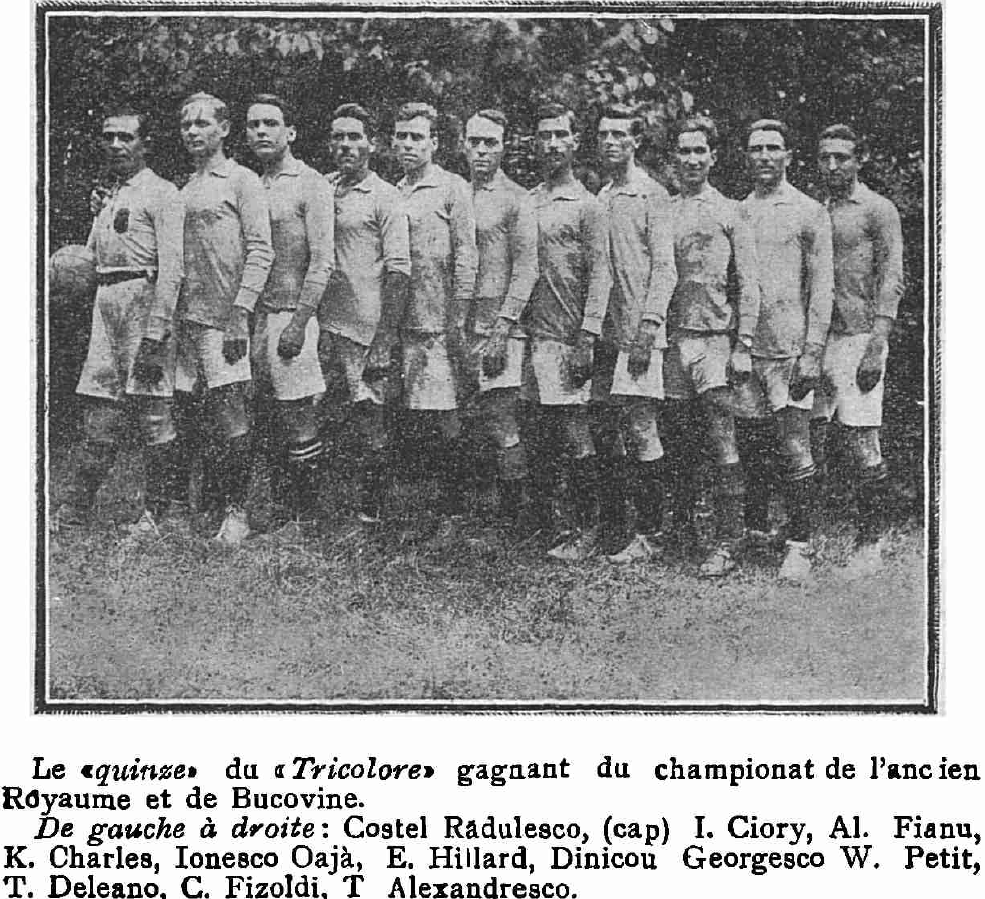
Team van 1922

Unirea Tricolor Boekarest was een Roemeense voetbalclub uit de hoofdstad Boekarest.

## Geschiedenis
De club werd opgericht in 1926 door een fusie van FC Tricolor Boekarest en CS Unirea Boekarest. De titel werd in die tijd nog in bekervorm gespeeld. In het eerste seizoen won de club van HTV Sibiu en Mihai Chisinau, maar verloor dan in de halve finale van Coltea Brașov. De volgende deelname aan het kampioenschap was in 1930/31, maar toen verloor de club in de eerste ronde.
Vanaf 1932/33 werd er een competitie opgezet met twee reeksen van zeven clubs. Unirea Tricolor werd derde achter Universitatea Cluj en CA Oradea. Het volgende seizoen werd de club vicekampioen achter Ripensia Timișoara. In 1934/35 werden de twee reeksen samen gevoegd en dit keer werd de negende plaats bereikt. In 1936 werd de club voorlaatste, maar haalde wel de bekerfinale, die het met 5-1 verloor van Ripensia Timișoara. Het volgende seizoen werd de club laatste, maar degradeerde niet omdat de competitie opnieuw in twee reeksen verdeeld werd, dit keer van tien clubs.
In 1938 werd de club zesde, maar omdat de competitie werd naar één reeks ging moest de club nu wel degraderen. Na één seizoen keerde de club terug en werd negende in 1940. Het volgende seizoen schreef de club geschiedenis door de landstitel te winnen met drie punten voorsprong op Rapid Boekarest. In de bekerfinale was Rapid de club wel te slim af, waardoor de dubbel niet gehaald werd.
Door de Tweede Wereldoorlog waren er geen officiële kampioenschappen tijdens de oorlogsperiode, maar er vonden wel twee officieuze kampioenschappen plaats. Unirea Tricolor werd respectievelijk derde en tweede in 1943 en 1944, telkens achter Rapid. Toen de competitie weer startte in 1946/47 startte de club in de tweede klasse en promoveerde.
De regering moeide zich nu met de toekomst van de club en op 14 mei 1948 moest de club gedwongen fuseren met Ciocanul Boekarest om zo de nieuwe topclub Dinamo Boekarest te vormen. Dinamo zou uitgroeien tot het tweede meest succesvolle team van het land.

## Erelijst
Landskampioen
1941
Beker van Roemenië
Finalist: 1936, 1941